# From Wishes to Eternity
From Wishes to Eternity – koncert nagrany przez fińską grupę muzyczną Nightwish zarejestrowany 29 grudnia 2000 roku w klubie Pakkahuone w Tampere w Finlandii.

## Lista utworów
1. The Kinslayer
2. She Is My Sin
3. Deep Silent Complete
4. The Pharaoh Sails To Orion
5. Come Cover Me
6. Wanderlust
7. Instrumental (Crimson Tide / Deep Blue Sea)
8. Swanheart
9. Elvenpath
10. FantasMic part 3
11. Dead Boy's Poem
12. Sacrament Of Wilderness
13. Walking In The Air
14. Beauty And The Beast
15. Wishmaster

## Dodatkowe materiały na płycie
1. Wywiad, w którym na pytania odpowiadają Tarja Turunen oraz Tuomas Holopainen
2. Dwa promocyjne klipy video - The Carpenter oraz Sleeping Sun
3. Dwa klipy video zarejestrowane na żywo - Walking in the Air oraz The Kinslayer
4. Fotogaleria (50 zdjęć)
5. Materiał filmowy "zza sceny" zarejestrowany podczas Wishmaster World Tour

## Dodatkowe informacje o płycie DVD
1. Obraz: 16:9 anamorficzny
2. Dźwięk: Dolby Digital 5.1 (w wersji PAL) / Dolby Digital 2.0 (w wersji NTSC)
3. Region: All (bez regionu)
4. Rodzaj dysku: DVD-5

## Inne dostępne wersje koncertu
1. Kaseta VHS (zawiera tylko nagranie z koncertu, promocyjne klipy video oraz klipy video zarejestrowane na żywo).
2. Płytę CD ze ścieżką dźwiękową z koncertu (dostępna tylko w Finlandii, edycja limitowana do 10.000 egzemplarzy).